# Lampegat
Lampegat is de naam die de stad Eindhoven draagt tijdens carnaval. In de traditie van dit volksfeest krijgen alle plaatsnamen in Brabant waar carnaval gevierd wordt een andere, tijdelijke benaming. De algemene carnavalsgroet in Lampegat is Salaai. Dit in tegenstelling tot de meeste andere carnavalssteden, waar Alaaf veelal gebruikelijk is.
De naam Lampegat is een verwijzing naar Philips, dat van groot belang is geweest voor Eindhoven. De naam Lampegat is omstreeks de jaren '60 ontstaan.
De officiële overkoepelende organisatie is de Stichting Federatie Eindhovens Carnaval. De Eindhovense carnavalskleuren zijn oranje-blauwen elk jaar is er een thema voor het feest. Het thema voor 2025 is: Dè kende gij ôk. Bekende carnavalsverenigingen zijn o.a. C.V. d'Haone, C.V. De Dobbelsteen, C.V. de Bolhoedjes, C.V. de Zotte Zwanen,  PSV carnaval, C.V. Niehaals, C.V. de Dommelkanters en de Lichtstadnarren. Op de Markt en diverse andere plaatsen komen er grote feesttenten om gezamenlijk carnaval te kunnen vieren.

## Evenementen
- Elluf Elluf. Op 11 november is de jaarlijkse start van het carnavalsseizoen. In Eindhoven wordt deze dag sinds 2013 Elluf Elluf genoemd. Om de start van het Lampegats carnaval te markeren, wordt het Lempke ontstoken op de Markt.
- Lampegats Liedjes Fist. Ieder jaar zijn er nieuwe Lampegat-Liedjes te horen. Deze worden gepresenteerd en verkozen tijdens het Lampegats Liedjes Fist, de opvolger van de Rommelpot. Dit is een liedjesfestival waarbij de jury samen met het publiek het Lampegats carnavalsnummer voor dat jaar kiest. Winnaars uit het verleden zijn onder meer: Henk van Beckum, Frans Kriesels, Dolle3's en de Tony's en de Valse Kraaien.
- Federatiebal. Op de zaterdagavond voor carnaval vindt in het Parktheater het Federatiebal plaats. Tijdens dit evenement wordt om twaalf uur de nieuwe Stadsprins(es) bekend gemaakt.
- Jeugdfederatiebal. Op de vrijdag voor het Federatiebal is er het Jeugdfederatiebal, ook in het Parktheater. Op deze avond wordt het Jeugdgezelschap van Lampegat, met de Markies en Markiezin, gepresenteerd.
- Drie Uurkes Vurraf. Carnaval in Eindhoven begint elk jaar op vrijdagmiddag om 15.11 uur, wanneer Omroep Brabant (radio en televisie) ‘Drie Uurkes Vurraf’ organiseert.
- D'n Vurtocht. Het feest met de aankomst van de stadsprins(es) van Lampegat. Artiesten zorgen dat op het plein van de carnavaleske voorpret een super sfeer ontstaat zodat het een groot feest is als de stadsprins(es) arriveert.
- Ontvangst Stadsprins(es). De stadsprins(es) wordt ontvangen op Station Eindhoven Centraal (de Lampegatse hoofdstatie) op zaterdagochtend. Daarna krijgt de Stadsprins(es) de sleutel van de stad overhandigd. Op het podium bij de Paterskerk kijkt de Stadsprins(es) de optocht.
- De optocht in Eindhoven is altijd op carnavalszaterdag. Het is een bonte stoet met wagens, loopgroepen en deelnemers van alle leeftijden, die door het hart van Lampegat trekt. De Lampegatse optocht start om 13.11 uur op de Kanaalstraat.
- Carnavalsmis. Tijdens carnaval wordt er een carnavalsmis gehouden op zondagochtend in de Catharinakerk.
- D'n Opkikker. Op carnavalsmaandag wordt elk jaar D'n Opkikker uitgereikt aan een voetballer uit het betaald voetbal die langdurig geblesseerd is.
- Boerenbruiloft. Op dinsdag is er traditioneel de boerenbruiloft. Hierbij rijden de boeren met werkpaarden en oude karren naar de tent op de markt, waar het onechte huwelijk zal worden voltrokken. Vroeger reden de Boeren vanuit Acht naar het centrum. Het vrijgezellenfeest van de boerenbruiloft is traditiegetrouw op maandag voor Carnaval.
- Afblussen in d'n Schuur. Het grootste Kapellenfestival van het zuiden tijdens carnaval. vele kapellen uit heel Nederland geven acte de presence in D'n Schuur, bij de Paterskerk.
- Sluitingsceremonie. Carnaval wordt dinsdag om 23:11 uur afgesloten. De Stadsprins(es) dooft dan het Lempke.

## Stadsprins
Medio oktober wordt door de P.K.C. (Prins Keuze Commissie) een nieuwe stadsprins gezocht en vraagt vervolgens aan de kandidaat of hij het ambt van stadsprins van het Lampegat te willen aanvaarden. Deze wordt dan pas bekendgemaakt op het Federatiebal, dat zaterdag voor carnaval in het Parktheater plaatsvindt. Daar wordt dan eerst afscheid genomen van de vorige stadsprins en even na 00.00 uur (zondag) wordt de nieuwe stadsprins gepresenteerd. Voor het publiek is het een groot geheim, wie de nieuw stadsprins wordt. Men stelt dan vaak de vraag; "Wie is toch die neie?" De stadsprins van Lampegat staat ook bekend als 'Zijne Dorstlustige Hoogheid'. De stadsprins kan elk jaar rekenen op de muzikale begeleiding van Stadshofkapel "De Eendracht". De stadsprins wordt elk jaar bijgestaan door zijn zelfgekozen gevolg, bestaande uit twee hofdames en twee adjudanten. De stadsprins en gevolg resideerden traditiegetrouw tijdens carnaval in Hotel Pullman Eindhoven Cocagne. In 2023 was de residentie Hotel Mariënhage in Domus Dela, maar sinds 2024 is de residentie weer het Pullman.
De begeleiding van de stadsprins is in handen van de Commissie Protocollaire Zaken, bestaande uit Chef protocol, D'n Urste burger, de Assessor en Veldwachter. Ook zijn ten tonele de hoftapper, hoffotograaf, hofontwerper, hofbrouwer, hofstationschef, hofapotheker en de hofarts.
In het coronaseizoen 2022/23 was er geen stadsprins aan de macht van Lampegat. Tijdens deze periode zonder stadsprins ontstond een “sede vacante”, waarbij de “macht” tijdelijk zal worden waargenomen door D’n Urste Burger van Ouw Einthoven.

## (Oud) Stadsprinsen en Prinses
| Jaargang | Stadsprins            | Naam                      | Motto                           | D'n Opkikker                       |
| -------- | --------------------- | ------------------------- | ------------------------------- | ---------------------------------- |
| 2025/26  | Frivolicus            | Mark Welp                 | Dè kende gij ôk                 | Yanick van Osch RKC Waalwijk       |
| 2024/25  | Mina d’n Urste        | Rosa van den Nieuwenhof   | Vur en dur mekaor               | Maarten Peijnenburg FC Eindhoven   |
| 2023/24  | Kachelaan             | Thijs Scheffers           | Lampegat kei skôn               | Ralf Seuntjens FC Imabari          |
| 2022/23  | D’n Urste Burger a.i. |                           | Lampegat kei skôn               |                                    |
| 2020/22  | Ludovieckus           | Lowie Teller              | Allicht de Skônste              | Cas Faber FC Eindhoven             |
| 2019/20  | Rogério               | Rogier van Stiphout       | Watt Leddje                     | Ryan Thomas PSV                    |
| 2018/19  | Positivo              | Ivo Soetens               | 55 jaor, goed vur mekoar        | Guy Smit FC Eindhoven              |
| 2017/18  | Decorador             | Guus de Waal              | Trots als unne pauw             | Timothy Durwael FC Eindhoven       |
| 2016/17  | Gilbert du Verre      | Gilbert Hockers           | Laat Lampegat stralen           | Maxime Gunst FC Eindhoven          |
| 2015/16  | D'n Bakelaer          | Geert-Jan van Bakel       | Blij da ge d'r bent             | Daniel Guijo-Velasco Helmond Sport |
| 2014/15  | Robert d'n Urste      | Robert Rooijakkers        | Mijn lempke gao nie uit         | Dirk Marcellis AZ                  |
| 2013/14  | BenNíe d'n Urste      | Bernard Gosselink         | We maoke ut mee zun alle        | Ola Toivonen PSV                   |
| 2012/13  | D'n Twidde            | Joost Geerts Jr           | Lampegat goedgemutst            | Mihai Neșu FC Utrecht              |
| 2011/12  | Ben d'n Urste         | Ben Beckmann              | Ge het ut of ge het ut nie      | Jonathan Reis PSV                  |
| 2010/11  | MaQuinarius           | Andre Huizinga            | waor gagget um                  | Jurgen Hendriks FC Eindhoven       |
| 2009/10  | Rudolfo               | Ruud Hogenkamp            | van 't een, kumt 't ander       | Ron Vlaar Feyenoord                |
| 2008/09  | De Gruune             | Leon Kerkhofs             | Lampegat de Gekste              | Tommie van der Leegte PSV          |
| 2007/08  | Diezain               | Joep Verheijen            | alles op zuhhe kop              | Theo Groeneveld FC Eindhoven       |
| 2006/07  | Akkedeer              | Edwin van de Weijdeven    | 't is mar vur efkes             | Arjan Ebbinge RBC Roosendaal       |
| 2005/06  | Geertikus             | Geert de Brouwer          | 't is um vur ge ut wit          | Niels Kokmeijer Go Ahead Eagles    |
| 2004/05  | Dolf d'n Enigste      | Dolf Koch                 | mê gemak uit oew dak            | Leonardo Feyenoord                 |
| 2003/04  | Crescendo             | Jan Veeke †               | ge kunt 'r nie omhinne          | John Heitinga Ajax                 |
| 2002/03  | Piccolo Rosso         | Cees Retera               | ut moet niet gekker worre       | Jan Heintze PSV                    |
| 2001/02  | Compaan               | Ruud Luining              | de meugde nie misse             | Dogan Corneille EVV                |
| 2000/01  | Peer                  | Peer van de Moesdijk      | we beginne op nei               | Ronald Vroomans EVV                |
| 1999/00  | Millenius             | Leo van Berkel            | 't goa nergens um               | Stan Valckx PSV                    |
| 1998/99  | HAR-lekijn            | Harrie van Hout           | daor doede 't vur               | Eiður Guðjohnsen PSV               |
| 1997/98  | Lumineus              | Joop van Odenhoven        | gin gemaauw, oranje blauw       | Steve Van Der Borght EVV           |
| 1996/97  | Paladijn              | Roland van den Biggelaar  | daor staode nie bij stil        | Ronaldo PSV                        |
| 1995/96  | Katernius             | Mark Phillippart          | da's nou Lampegats              | Berry van Aerle PSV                |
| 1994/95  | Focus                 | Rens van Mierlo           | ge haauwt er niks an over       | René Eijer SBV Vitesse             |
| 1993/94  | D'n Dre               | Dre Meerhoff              | 't gao van eiges                | Erwin Koeman PSV                   |
| 1992/93  | Marketerius           | Berry Geerts †            | as ge d'r mar bij hurt          | Eric Gouda RKC Waalwijk            |
| 1991/92  | Pallieter             | Chris Aelberts            | 100 jaar Watt da's nie niks     | Edward Sturing Vitesse             |
| 1990/91  | Hansurantius          | Hans Klaassen             | ge moet 't pruuve               | Jan van Gestel EVV                 |
| 1989/90  | Joost                 | Joost Geerts Sr †         | daor worde nie muug van         | Hans van Breukelen PSV             |
| 1988/89  | Ruud d'n Urste        | Ruud Reker                | 't kos kaojer                   | Frank Arnesen PSV                  |
| 1987/88  | Jacqolorus            | Jack vd Crommert †        | rood wit en toch ok bleuw       | Rob de Wit Ajax                    |
| 1986/87  | Paljan                | Jan Swinkels              | das krek wa'k wou               | Eduard Muskens EVV                 |
| 1985/86  | Finoseccius           | Hans Beekman †            | ge moet nie maauwe              | Jurrie Koolhof PSV                 |
| 1984/85  | Ericoloroso           | Henny Kuijken †           | over ga-g-et-noit               | Kees Krijgh (junior) Willem II     |
| 1983/84  | Oktokornikx           | Jaques Moest †            | ge wit oit noit nie             | Jo Körver Go Ahead Eagles          |
| 1982/83  | Debrejatius           | Gerard Lagarde †          | we magge d'r zen                | Rinus Israël PEC Zwolle            |
| 1981/82  | Aerodromus            | Theo Cremers †            | de worre de goei                | Adrie Koster PSV                   |
| 1980/81  | Ekspedrikus           | Harrie Franken †          | der is gin haauwe mir an        | Jan Streuer FC Utrecht             |
| 1979/80  | Atmosferius           | Ed Creemers               | zu ge 't makt zu hedde 'ut      | Henk Bloemers EVV                  |
| 1978/79  | Nicodemus             | Nic Ypenburg              | we dauwe deur                   | Dick Nanninga Roda JC              |
| 1977/78  | Wiel d'n Innige       | Willem van der Sommen †   | 't is den aard                  | Hendrik Schalks EVV                |
| 1976/77  | Jacques               | Jacques Sol †             | en de doe mer                   | Frits Flinkevleugel FC Amsterdam   |
| 1975/76  | Achemure              | Alphons Dassen            | en gij geleuft da               | Barry Hulshoff Ajax                |
| 1974/75  | Akkwanilles           | Cor Sprengers †           | we hebben 't onder de leeen     | Jan van Beveren PSV                |
| 1973/74  | Tolerantius           | John Fagel †              | beter laat dan nooit            | Daan Schrijvers NAC                |
| 1972/73  | Gerstejanus           | Jan Vromans Sr †          | wa makte me nou klaor           |                                    |
| 1971/72  | Publicatius           | Frans Wijnands            | de is ut hil eier-eten          |                                    |
| 1970/71  | Teharkianus           | Louis Maarschalkerwaard † | nie ger gedaon, mer toch gedaon |                                    |
| 1969/70  | Platerius             | Theo Staals †             | alles onder een hoedje          |                                    |
| 1968/69  | Federatius            | Frits Hansen †            | ut lawijt is nie van de lucht   |                                    |
| 1967/68  | Trocadorus            | Theo de Vries †           | haauw 't recht                  |                                    |
| 1966/67  | Nicky le Maigre       | Nico van den Heuvel †     | 't zal me 'n beat zijn          |                                    |
| 1965/66  | Wiet d'n Urste        | Wiet Hendriksen †         | haowt oewen tetter              |                                    |
| 1964/65  | Bromoliejanus         | Bèr Meijs †               | 't stelt gin moer veur          |                                    |
| 1963/64  | Citoerianus           | Cees van Oosterom †       |                                 |                                    |
| 1962/63  | Installatius          | Jan van der Sommen †      |                                 |                                    |
| 1961/62  | Palettinus            | Jan Kuhr †                |                                 |                                    |
| 1960/61  | Hootkoeturius         | Ben Lambers †             |                                 |                                    |
| 1959/60  | Exploratius           | Ab van Velzen †           |                                 |                                    |
| 1958/59  | Decoratius            | Willem Kuijpers †         |                                 |                                    |
| 1957/58  | Flitserianus          | Huug Teune †              |                                 |                                    |
| 1956/57  | Bromoliejanus         | Bèr Meijs †               |                                 |                                    |
| 1955/56  | Delicatius            | Jan Spoorenberg †         |                                 |                                    |
| 1954/55  | Tonicobus             | Jan van den Broek †       |                                 |                                    |
|          |                       | Totaal                    | 66 Stadsprinsen                 |                                    |

## Carnavalsverenigingen
| Vereniging        | Prins / Prinses            | Residentie                            | Opgericht |
| ----------------- | -------------------------- | ------------------------------------- | --------- |
| Aagse Knuppels    | Prins Nordic               | Zalencentrum Eindhoven, Kloosterdreef | 1982      |
| Bolhoedjes        | Prins Metallo              | Pullmann Eindhoven Cocagne            | 1958      |
| Deurzetters       | Prins Tim                  | Zalencentrum Eindhoven, Hoogstraat    | 1971      |
| Dommelkanters     | Prinses Karin d’n Urste    | Stadhuis                              | 1974      |
| Effe Anders       | Joor Haines Richard        | Miss Paddle                           | 1999      |
| Erpelrooiers      | Geen Heer van Acht         | Hof van Brabant                       | 1956      |
| Geinrapers        | Prins El Bassurero         | De Uitwijk                            | 1980      |
| d'Haone           | Stadsprins                 | Geen residentie                       | 1966      |
| Kolderstralen     | Prins Plano                | Wijkcentrum Heidehonk                 | 1955      |
| Leute             | Geen Drost                 | Wijkcentrum FAB28                     | 1953      |
| Lichtstadnarren   | Prins Voleurs              | Stichting 't Trefpunt                 | 1963      |
| Met Staps         | Prinses Unicorna           | Cafe Sante                            | 2018      |
| Mulders           | Geen Opper en Meester      | Sporthal De Mortel                    | 1979      |
| Niehaals          | Prins Roelz                | 't Lempke                             | 2012      |
| PSV Carnaval      | Prins Meubilair            | The Prince                            | 1955      |
| Scheerkwasten     | Prins Donk d'n Urste       | Kantine SV Woenselse Boys             | 1963      |
| Tongelreepers     | Prins Bierpul              | De Merckthoeve                        | 1969      |
| Wilhelmina        | 33e Prins Bock d'n Urste   | Café Wilhelmina                       | 1990      |
| Zotte Zwanen      | Prins Benno de 1ste        | Gemeenschapscentrum Lievendaal        | 1971      |
| CV De Dobbelsteen | Vorst Dobbelaer dun Twidde | In d'n Schuur                         | 2024      |
|                   |                            |                                       |           |

Naast deze carnavalsverenigingen zijn er nog een aantal ondersteunende verenigingen voor het Eindhovens Carnaval:
- De Stichting Vrienden van de Club 111 is al sinds 1976 ondersteuner van het Lampegatse carnaval. Op initiatief van Frits van Griensven (toenmalig hoofdredacteur Groot Eindhoven) en Ben Ullings (toenmalig directeur Stadsschouwburg) werd in de jaren zeventig besloten om het Lampegatse Carnaval een financieel steuntje te geven.
- Mille Fleurs. Duizend Bloemen, mede opgericht door d'n Urste Burger van Ouw Einthoven, om zo een gezonde financiële bodem te leggen onder het Lampegatse Carnaval.
- De S.O.S.P. Sociëteit Oud Stadsprinsen. Ondersteuners van de carnaval en organisatoren van onder andere het S.O.S.P. ontbijt "Voor de formele start van de carnaval in het Lampegat".

## Trivia
- De federatiekleuren zijn in 1962 tot stand gekomen door afvalstukken uit de zeefdrukindustrie te gebruiken die indertijd beschikbaar waren en de toenmalige FEC secretaris Cor Wijnen hier een vendel Oranje-Blauw-Oranje van maakte.
- In Lampegat zegt men geen Alaaf als groet, maar Salaai. Deze groet is bedacht in 1962 en was een winnende inzending van H. de Wit op een prijsvraag voor een bruikbare Eindhovense carnavalsgroet.